# Петрицько Село
Петрицько Село (хорв. Petričko Selo) — населений пункт у Хорватії, у Загребській жупанії у складі громади Жумберак.

## Населення
Населення за даними перепису 2011 року становило 18 осіб.
Динаміка чисельності населення поселення:

## Клімат
Середня річна температура становить 8,30 °C, середня максимальна – 21,19 °C, а середня мінімальна – -6,30 °C. Середня річна кількість опадів – 1287 мм.
| Клімат поселення                              | Клімат поселення | Клімат поселення | Клімат поселення | Клімат поселення | Клімат поселення | Клімат поселення | Клімат поселення | Клімат поселення | Клімат поселення | Клімат поселення | Клімат поселення | Клімат поселення | Клімат поселення |
| Показник                                      | Січ.             | Лют.             | Бер.             | Квіт.            | Трав.            | Черв.            | Лип.             | Серп.            | Вер.             | Жовт.            | Лист.            | Груд.            |                  |
| Середній максимум, °C                         | 5,34             | 6,15             | 9,60             | 13,35            | 18,02            | 21,19            | 20,64            | 20,36            | 16,73            | 11,98            | 6,77             | 3,58             |                  |
| Середня температура, °C                       | −0,48            | 0,32             | 3,78             | 7,54             | 12,20            | 15,37            | 17,44            | 17,15            | 13,52            | 8,79             | 3,57             | 0,38             |                  |
| Середній мінімум, °C                          | −6,3             | −5,49            | −2,04            | 1,71             | 6,38             | 9,56             | 14,23            | 13,94            | 10,31            | 5,58             | 0,36             | −2,83            |                  |
| Норма опадів, мм                              | 64               | 72               | 93               | 108              | 108              | 138              | 113              | 119              | 121              | 125              | 128              | 98               |                  |
| Середньомісячна швидкість вітру, м/с          | 1.90             | 2.00             | 2.32             | 2.27             | 2.19             | 1.95             | 1.84             | 1.79             | 1.74             | 1.89             | 2.02             | 2.00             |                  |
| Середньомісячна сонячна радіація, кДж/м²·день | 4208             | 6940             | 10309            | 14553            | 18462            | 20051            | 21175            | 18097            | 13488            | 8659             | 4684             | 3461             |                  |
| --------------------------------------------- | ---------------- | ---------------- | ---------------- | ---------------- | ---------------- | ---------------- | ---------------- | ---------------- | ---------------- | ---------------- | ---------------- | ---------------- | ---------------- |
| Джерело:                                      |                  |                  |                  |                  |                  |                  |                  |                  |                  |                  |                  |                  |                  |